# Debora Schoon-Kadijk
Debora Jantine Schoon-Kadijk (Rotterdam, 14 april 1969) is een voormalig beachvolleyballer uit Nederland. Ze nam tweemaal deel aan de Olympische Spelen en won met haar zus Rebekka een zilveren en bronzen medaille bij de Europese kampioenschappen. Daarnaast is ze zevenvoudig Nederlands kampioen.

## Carrière
Schoon-Kadijk begon haar internationale beachvolleybalcarrière in 1994 toen ze met Lisette van de Ven in Osaka in de FIVB World Tour debuteerde. Bovendien won het duo – dat tot en met 1996 samen zou spelen – de Nederlandse titel ten koste van Heleen en Lilian Crielaard. Het seizoen daarop namen de twee deel aan tien internationale toernooien met een negende plaats in Espinho als beste resultaat. Ze prolongeerden hun nationale titel tegen Claire Peterson en Masha van Wijnen. In 1996 werden ze voor derde keer op rij Nederlands kampioen door Heleen Crielaard en Judith Drenth in de finale te verslaan. Internationaal speelden ze drie wedstrijden in de World Tour en deden ze in Atlanta mee aan het eerste olympische beachvolleybaltoernooi. Daar verloren ze de eerste wedstrijd van de Amerikaansen Gail Castro en Debra Richardson waarna ze in de herkansing werden uitgeschakeld door het Britse duo Audrey Cooper en Amanda Glover. Na afloop werd Schoon-Kadijk met Mariëlle te Winkel negende bij toernooi van Oostende.
Van 1997 tot en met 2000 vormde ze een team met haar zus Rebekka Kadijk. Het eerste jaar namen ze deel aan de eerste wereldkampioenschappen beachvolleybal in Los Angeles; ze bereikten de achtste finale waar ze werden uitgeschakeld door het Brazilaanse tweetal Mônica Rodrigues en Adriana Samuel. In de mondiale competitie waren ze verder actief op drie toernooien waar ze tot een zevende (Espinho) en negende plaats (Marseille) kwamen. Bovendien werden ze Nederlands kampioen ten koste van Pauline Maurice en Van de Ven. Het daaropvolgende seizoen deed het tweetal mee aan zeven FIVB-toernooien. Daarbij behaalden ze een vijfde (Osaka), een zevende (Salvador) en drie negende plaatsen (Rio de Janeiro, Marseille en Espinho). Op Rodos wonnen de zussen verder de zilveren medaille bij de EK achter Eva Celbová en Soňa Nováková uit Tsjechië en in eigen land prolongeerden ze hun titel Heleen en Lilian Crielaard.
In 1999 begon het duo het seizoen met twee zevende plaatsen in Acapulco en Toronto. Bij de WK in Marseille verloren ze in de derde ronde van de Braziliaansen Sandra Pires en Adriana Samuel, waarna ze in de herkansing vervolgens werden uitgeschakeld door de latere wereldkampioenen Adriana Behar en Shelda Bede. In Espinho en Osaka volgden negende plaatsen en in Dalian kwamen ze niet verder dan een zeventiende plaats. Bij de EK in Palma eindigden ze als vijfde en in Salvador behaalden ze een dertiende plaats. Daarnaast wonnen ze opnieuw de nationale titel ten koste van Maurice en Van de Ven. Het jaar daarop kwamen ze bij acht toernooien in de World Tour tot een vijfde plaats in Gstaad. Bij de EK in Getxo wonnen de zussen het brons door Celbová en Nováková in de troostfinale te verslaan. Bij de Olympische Spelen in Sydney verloren ze de eerste wedstrijd van Celbová en Nováková en werden ze daarna uitgeschakeld door de Bulgaarse zussen Petja en Lina Jantsjoelova. Bovendien werd Schoon-Kadijk voor de vierde keer met haar zus – en voor de zevende keer in totaal – Nederlands kampioen. Na afloop van het seizoen beëindigde ze haar sportieve loopbaan.

## Palmares
Kampioenschappen
- 1994:  NK
- 1995:  NK
- 1996:  NK
- 1997:  NK
- 1997: 9e WK
- 1998:  EK
- 1998:  NK
- 1999: 9e WK
- 1999:  NK
- 2000:  EK
- 2000:  NK

## Persoonlijk
Schoon-Kadijk is de moeder van beachvolleyballer Raïsa Schoon.